# José Garnelo
José Santiago Garnelo y Alda (Enguera, 25 de julio de 1866-Montilla, 29 de octubre de 1944) fue un pintor español. Fue subdirector del Museo del Prado y director de la Academia Española de Roma.

## Estudios

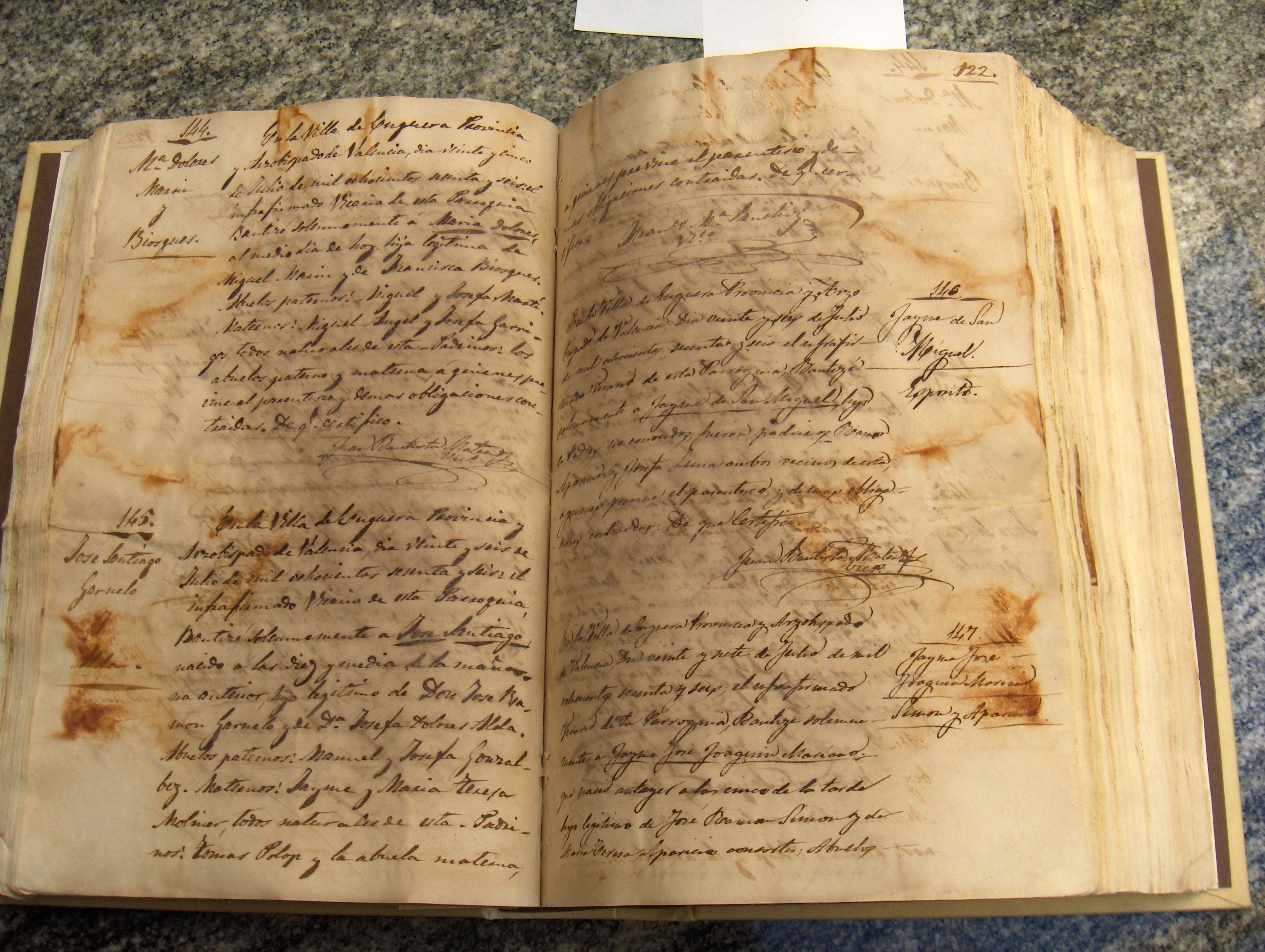
Anotación del bautizo de José Santiago Garnelo Alda en el Quinque Libri de nacimientos de la parroquia de San Miguel Arcángel.

Llegó a la localidad cordobesa de Montilla junto a su familia cuando apenas tenía dos años. Sus primeros estudios los realizó en esta ciudad y terminó el bachillerato en el Instituto Aguilar y Eslava de Cabra en 1882. En Sevilla comienza a estudiar Filosofía y Letras, carrera que abandona para ingresar en la Escuela Superior de Bellas Artes (1883-85) de la misma ciudad, matriculándose en Pintura, donde consiguió sus primeros galardones.
En 1885, continuó sus estudios en Madrid, matriculándose en la Real Academia de Bellas Artes de San Fernando. Siendo avanzado discípulo de Casto Plasencia, y recibe, también, enseñanzas de Carlos Luis de Rivera y Dióscoro Puebla, entre otros; obteniendo Medalla de Colorido en el curso 1885-86. En 1888 obtiene una beca para estudiar en Roma pintura histórica, y marcha junto a Joaquín Sorolla, José Villegas Cordero y su hermano Manuel, entre otros. Falleció el 29 de octubre de 1944 en Montilla.

## Galardones y premios
- 1887: ganó la segunda medalla de la Exposición nacional de Bellas Artes con la obra La muerte de Lucano.
- 1890: obtiene una segunda medalla en la Exposición Nacional con la obra Duelo interrumpido.
- 1892: por fin obtiene la primera medalla en la Exposición Nacional con el cuadro Cornelia.
- 1892: primera medalla de la Exposición Internacional de Bellas Artes de Chicago, organizada para conmemorar el cuarto centenario del Descubrimiento de América, con el cuadro Los primeros homenajes del nuevo mundo a Colón.
- 1893: gana la primera medalla en la Exposición de Bilbao con la obra Magdalena.
- 1894: gana el certamen organizado por la Real Academia de Bellas Artes de San Fernando de Madrid para pintar el tema Cultura española a través de los tiempos.
- 1896: mención de Honor en el Salón de París con la obra Montecarlo.
- 1897. Segunda Medalla con Lourdes.
- 1901: primera medalla por el cuadro Manantial de amor, adquirido por el Estado.
- 1910: Medalla de oro en la Exposición Nacional, en Valencia, por La Salve en la gruta de Lourdes y ¡Quién supiera escribir!.

### Cargos y distinciones
- 1893: Es nombrado profesor de la Escuela de Bellas Artes de Zaragoza, iniciando en este centro docente sus actividades, caracterizadas por su gran afán renovador.
- 1893: Es nombrado académico de número de la Escuela Provincial de Bellas Artes de Zaragoza.
- 1895: Pasa a la Escuela de Bellas Artes de Cádiz, y después a la de Barcelona, entre cuyos discípulos estuvo Picasso.
- 1899: Obtiene por oposición la Cátedra de «Dibujo del antiguo y ropajes» de la Escuela de San Fernando de Madrid.
- 1912: Ingresó en la Real Academia de Bellas Artes de San Fernando.
- 1915: Fue nombrado subdirector del Museo del Prado.
- 1936: Director de la Academia Española de Roma.

Entre los innumerables galardones con los que fue premiado destacan el de caballero de la Orden de Carlos III (1892), comendador de número de la Orden de Alfonso XII (1902) y pintor de la Corona, y oficial de la orden de Leopoldo II de Bélgica (1910). Y también recibió la gran cruz de la Legión de Honor.

## Viajes y exposiciones
Viaja numerosas veces por varias ciudades de Europa. Expone en numerosos países, destacando las exposiciones realizadas en Chicago, París, Londres, Berlín, Barcelona y Madrid. Su última exposición en vida se realizó en Barcelona en 1942.
Posteriormente se han celebrado exposiciones en Madrid (1964), Córdoba (1972), itinerante Madrid-Enguera-Montilla (1976), Madrid y Sevilla (1984), Córdoba (1984, 1985, 1992, 1997).
Desde el año 2006 está expuesta una parte de su obra en el Museo Garnelo de Montilla.

## Estilo e influencias
Su obra se desarrolla entre dos siglos por lo que recibe influencias de todos los estilos y vanguardias imperantes aunque supo mantenerse fiel a un estilo dominado por el naturalismo. Predomina en sus obras el la composición, el color y el movimiento, nacidos de su forma de pintar de memoria. También esboza tendencias impresionistas en algunos de sus cuadros, en la línea de Sorolla.

## Obras

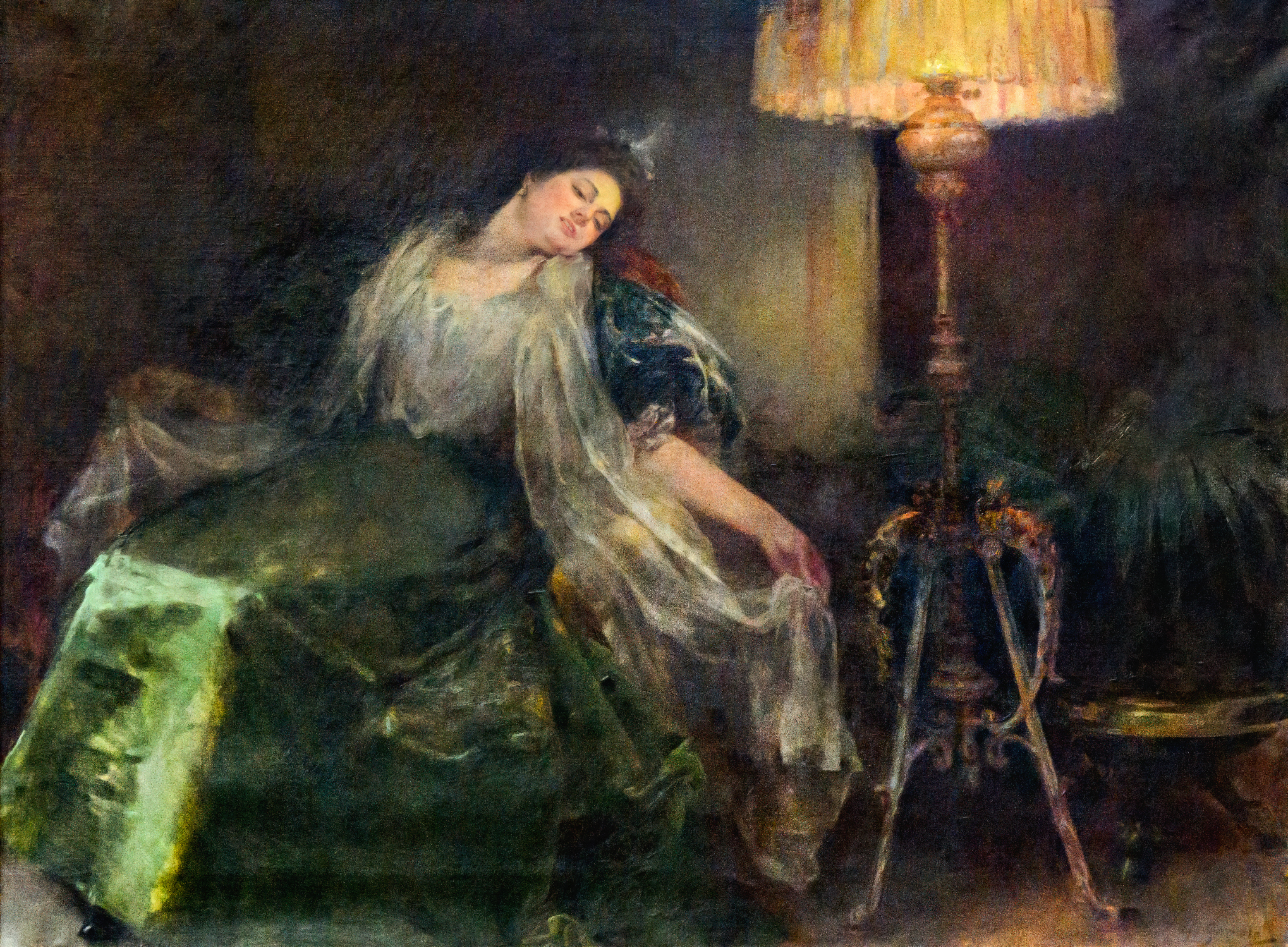
Dona adormida (Museo Nacional de Arte de Cataluña)

Es muy extensa y variada. Aparte de las ya citadas obras donde predomina el colorido y la composición, pintó varios retratos como Pepita Sevilla, en el Museo de Valencia; Gonzalo Bilbao, en el Museo de Bellas Artes de Sevilla; de la familia real española, destacando dos de Alfonso XIII conservados en el Museo Español de Arte Contemporáneo y en el Palacio de Aranjuez.
Restaura y concluye el Coro de la iglesia de San Francisco el Grande, de Madrid. Restaura los techos del Casón del Buen Retiro. Pinta los murales del antiguo convento de Salesas de Madrid y el salón del palacio de la Infanta Isabel. Otro de sus cuadros importantes es Primer homenaje a Cristóbal Colón (óleo sobre lienzo de 1892, 300 x 600 cm), Museo Naval de Madrid, posiblemente pintado para presentarlo en conmemoración del IV Centenario del Descubrimiento de 1892.
En su última exposición presentó óleos como Las Tres Gracias o Alma española.
Volvía a Montilla en época de vacaciones, periodo en el que realizó importantes obras:
- Frescos de la capilla del asilo de ancianos desamparados y en casas montillanas
- "El milagro de San Francisco Solano" y "El Apostolario", que se exponen en la iglesia de Santiago de Montilla (1929).
- Algunas obras que se conservaban en manos de familiares y particulares se muestran en el Museo Garnelo abierto en 2000.[5]